# Нов живот
„Нов живот“ (на италиански: La Vita Nuova) е първото произведение, което със сигурност е приписано на Данте Алигиери, написано между 1293 и 1294 г. Става въпрос за сборник с произведения, написан под формата на прозиметър – литературна форма, обединяваща прозаически и стихотворни фрагменти в едно произведение, в случая 31 текста (25 сонета, 1 балада и 5 канцони), в рамките на наративна рамка от 42 глави. Принадлежи към най-ранните произведения, написани в Италия на италиански език (а не на латински език). „Нов живот“ спомага за кодификацията на тосканския диалект. Сборникът е автобиографична изповед, създадена от Данте в годините скоро след смъртта на музата му Беатриче.

## Датировка
Точният времеви период на създаване на „Нов живот“ остава неясен, макар че изследователите предполагат, че произведението е било окончателно съставено между 1293 и 1295 г. Самият Данте свидетелства, че най-старият текст е написан още през 1283 г., когато той е бил на осемнадесет години. Най-късният текст датира от юни 1291 г. – годишнината от смъртта на Беатриче Портинари. Съществуват основания да се приеме, че някои от сонетите са създадени около 1293 г., а поетичната част на сборника със сигурност не надхвърля 1295 г. Затова може с относителна сигурност да се предположи, че отделните компоненти на произведението са резултат от дългогодишна творческа работа, продължила близо десетилетие. Крайната форма на „Нов живот“ представлява своеобразен сборник, съчетаващ поетични творби, писани в различни етапи от живота на Данте – някои от които със сигурност са били съставени в синхрон с прозаичната рамка, обединени в едно цяло след 1290 г. – годината, в която умира Беатриче.

## Заглавие
Заглавието носи в себе си множество значения. От една страна то олицетворява младежкия живот и поривите на ранната възраст. От друга – разкрива по-дълбока духовна перспектива: живот, преобразен от чудодейното присъствие на Беатриче и силата на любовта. Не може да се изключи, че Данте е целял и да подчертае новаторския дух и оригиналността на творбата си. В подкрепа на това, след последното издание, редактирано от Гулиелмо Горни, което акцентира върху значението „живот, обновен от любов“, Алберто Касадеи отбелязва, че терминът „vita nova“ се среща в текстовете на св. Августин, Тома Аквински и други църковни отци. Изразът „incipit vita nova“ може да се интерпретира като форма на духовна инициация – кръщение чрез Светия Дух — която главният герой преживява чрез срещата си с Беатриче, макар че осъзнаването на това идва едва в заключителните моменти на произведението.

## Структура и теми
Критичното издание на „Нов живот“, подготвено от Микеле Барби за Италианското общество на Данте през 1907 г. и преработено през 1932 г., се основава на приблизително четиридесет ръкописа. Освен основните източници, през XX век са преоткрити допълнителни фрагменти от текста, сред които се откроява фрагментът от Треспиано (Ca). В класическата си структура произведението обхваща 42 глави и 31 поетични текста.
По-късно издание на творбата, редактирано от Стефано Караи, предлага алтернативно структуриране – основано особено върху ръкописа Chigiano L.VIII.305, който се счита за най-стария запазен препис от средата на XIV век. В този вариант „Нов живот“ е подразделен на 31 глави, съответстващи точно на броя на включените поетични творби.
От гледна точка на съдържанието композицията на „Нов живот“ започва с изключително кратък увод. В този предговор Данте развива една дълбоко символична идея – концепцията за паметта като „книга на спомените“. Паметта съдържа съкровищница от преживявания, чрез които човек е в състояние да реконструира миналото не в неговите подробности, а чрез цялостно възприятие — като припомня същността на събитието, а не отделните му елементи.
Данте разказва как е срещнал Беатриче за първи път, когато е бил само на 9 г. и 9 мес., а тя – на 9 г. и 3 мес. (числото 9, очевидна препратка към Светата Троица, се появява няколко пъти в произведението: то представлява чудото). 
Творбата е разделена на 3 фази: 
- Първа фаза, в която Беатриче му отправя поздрав, източник на блаженство и спасение (от лат. salutem). Въпреки това, поради ритуалите на куртоазната любов, Данте се опитва да запази самоличността на любимата си в тайна, затова се преструва, че насочва любовта си към други жени, определени като „защитни“, като по този начин защитава любовта си от злословници. Преструвката обаче поражда хорските мълви и това провокира възмущението на Беатриче, която отказва да поздрави Данте. След като е лишен от поздрава на дамата на сърцето си, той изпада в състояние на дълбоко страдание. В този период Данте се обръща към модела на имитативната поезия, олицетворяван от Гуидо Кавалканти, чието творчество се съсредоточава върху психологията на любовната болка и вътрешните терзания. Данте обаче осъзнава, че целта на любовта вече не е поздравът на дамата, а по-скоро възхвалата на най-нежната жена;
- Втората фаза е тази на любовта заради самата нея;
- Трета фаза е тази, в която Беатриче умира и връзката вече не е между поета и любимата жена, а между поета и душата на любимата жена.

Още от първата среща на Данте и Беатриче започва „тиранията на Любовта“, която самият той посочва като причина за поведението си. След това той вижда отново своята „муза“ едва на 18-годишна възраст (1283 г.). След като сънува божеството на Любовта, държащо Беатриче в прегръдките си, която, плачейки, изяжда сърцето му, той пише лирична поема, в която моли поетите за обяснение на този алегоричен сън. Никой от поетите не дава исканото обяснение, което, според Данте е правилното, а именно – предчувствието за ранната смърт на Беатриче. Но един от прочелите сонета, Гуидо Кавалканти, решава да се сприятели с Данте, ставайки „първият от неговите приятели“. 
За да предпази достойнството на Беатриче, Данте се преструва, че ухажва две други жени, наречени „защитни“, посочени му от Любовта. Той посвещава на тях своите стихове, за да прикрие истинската си привързаност. Един ден, докато Данте и Беатриче се намират в църква, той отправя поглед към своята любима, но хората около тях мислят, че гледа жената, която стои между двамата. Така възниква недоразумение – Данте не го изяснява, позволявайки на всички да вярват, че стиховете му са за тази „защитна“ жена, за да не изложи Беатриче. Когато тази жена напуска Флоренция, Любовта съветва Данте да използва друга жена, за да продължи недоразумението. Но този път Беатриче не одобрява поведението му и му отказва поздрава си. Това дълбоко наранява Данте, особено когато на едно празненство среща отново Беатриче и е обект на подигравки от други жени, които забелязват неговото объркване при вида на любимата му.
Впоследствие Данте осъзнава, че може би е по-добре да избягва срещите с Беатриче, тъй като присъствието ѝ го измъчва. И все пак той разбира, че чувството му е толкова силно, че не би могъл да я избягва, дори това да му носи страдание и присмех. Един ден, докато върви из града, среща група жени, които го питат защо продължава да обича Беатриче, ако самото ѝ присъствие му причинява болка. Данте размишлява и стига до ново прозрение: истинското му щастие не зависи от поздрава или признанието от страна на Беатриче, а от похвалата, която може да ѝ отдаде чрез поезията си. Така започва нов етап в неговото творчество — фазата на „деветте рими“, белязана от творби като прочутата песен Donne ch'avete intelletto d'amore.
След смъртта на Беатриче през 1290 г. и края на втората част, след период на отчаяние, за който са предоставени малко подробности, поетът е привлечен от погледа на „благородна жена“. Данте скоро разбира, че интересът му към тази нова жена трябва да бъде дистанциран и задушен, тъй като само чрез любовта към Беатриче може да достигне до Бога. В това размишление му помага преминаването през Флоренция на поклонници, отправени към Рим, символизиращо поклонението, предприето от всеки мъж към небесната слава. Видение му показва Беатриче в небесната слава и поетът решава да не пише повече за нея, докато не успее да заговори за нея по-достойно, тоест да каже за нея „това, което никога не е било казано за никого“. Последната глава, в която е разкрита тази необходимост, се счита за префигурация на „ Божествена комедия“. Беатриче е ангелска фигура, обгърната от ореол на святост, която от първата си поява пленява Данте и го пречиства, издигайки чувствата му, успявайки да го върне на същото ниво на духовно здраве дори след смъртта, поддържайки го там завинаги: следователно нейната функция надхвърля краткото преживяване на любов, характерно за другите поети на Долче стил ново, за да се превърне в основата на вечното спасение.
Главите с проза представляват самото повествование и служат и като обяснение на лирическите поеми. Текстовете са избрани от тези, които Данте е писал (започвайки през 1283 г. ) в чест на различни женски фигури и особено на самата Беатриче; по-късно, наред с прозаичните части, са написани и други.
Наталино Сапеньо пише:  „Отвъд примерите, не рядко срещани в средновековната литература от Боеций насам, на смесени произведения от проза и стих, вида и разò, събрани в полетата на провансалски поетични текстове, представляват по-близък и по-подходящ модел на това дантево повествование; с изключение на това, че тук материалът е автобиографичен, преживяван лирично, а не в анекдотична форма, а структурата на историята е далеч по-органична и изцяло подредена според лична концепция. Освен това, всеки лирически стих е последван или предшестван от „разделение“, извършено според процедурите на средновековната екзегеза, и особено тази, прилагана към Светото писание .“
В структурата на произведението, освен очевидните теми, типични за поетите на Стилновизма ( Гуидо Гуиницели, Гуидо Кавалканти и др.), могат да се видят и влиянията на провансалската лирика, например в глава V, посветена на т. нар. „защитна жена“ (с ясна препратка към сенхала), но също и в „сервантезата върху имената на красиви жени“ (глава VI), като се има предвид, че сирвентезата е празнична композиция, типична за трубадурската лирика. По същия начин темата за „изядено сърце“ ясно ни връща към „Оплакване за смъртта на сер Блакат“ на Сордело да Гойто. Влиянието, във всеки случай, е не само структурно или концептуално, но и текстово: напр. в сонета „Tutti li miei penser parlan d'amore“ (гл. XIII), където първият стих следва началото на песента на Пейре Видал „ Tuit mei consir son d'amor e de chan“ .

### Сюжет
Действието започва с първата среща на главните герои, Данте и неговата възлюбена Беатриче, когато и двамата са на 9 години. „Духа на живота“ тогава се пробудил от дъното на душата му и оттогава нататък, любовта безкрайно завладяла неговото сърце. След девет години той отново срещнал Беатриче: тя го приветствала с нежен поклон на главата и го изпълнила с неизказано блаженство. След това той побързал да су прибере и във вълнението си пише своя първи сонет.
Следващия път той среща Беатриче в църквата и уплашен да не издаде тайната на своето сърце се прави, че се интересува от други дами. Злонамерени хора и съобщават за това и тя повече не го поздравява. Данте изпитва голяма мъка, но изведнъж съдбата му дава възможност да срещне Беатриче сред други дами, събрали се на някаква сватба; тогава Данте изпитва такова вълнение и така се смущава, че Беатриче започва да му се подиграва.
Това хвърля поета в нова мъка. След дълъг плач, той решава, че никога повече не иска да се среща с нея, защото явно не е по силите му да се владее в нейно присъствие.
Във втората половина на „Нов живот“ се появява утвърждението на Данте, че той трябва да посвети себе си във възпяване на Беатриче, това ще стане източник на неговото блаженство. Скоро след това бащата на Беатриче умира и поета реагира на тази смърт с дълбоко състрадание. Измъчват го мрачни предчувствия и мисли за смърт. Той започва да чува предвещание на своята смърт; виденията се увеличават и стават все по безизходни. Той вижда как залязва слънцето, как избледняват и леят сълзи звездите, птици падат мъртви, земята се тресе и се чува глас: „Не знаеш ли? Твоята възлюбена умря!“. Скоро след това до поета стигнало известие, че тя е умряла. Целият свят за него станал пуст. Смъртта на Беатриче, става за Данте като обществено бедствие и той оповещава именития патриции-Флоренции.
В течение на близките две години Данте търси утеха в мисли за сериозна работа. Остротата от загубата се забелязва. Една дама, която съжалила страдащия юноша, вляла в неговото сърце чувство за любов. Той я прави предмет на своите мечти и забравя за Беатриче, но не за дълго. Данте скоро си спомня и се връща към единствената и истинска любов и завършва книгата с тържествено обещание да увековечи нейната памет с поетическо произведение, за което не може да го вдъхнови нито една друга жена.

### Структура
„Нов живот“ съдържа 42 кратки глави с коментари, в които са включени 25 сонета, 3 канцона, 1 балада и 2 стихотворни фрагмента. Стихотворенията са симетрично групирани около втората канцона, образуваща композиционния център на книгата. Състоящи се от две части, коментарите на Данте поясняват всяко стихотворение, вмъкват в него контекст и биография. Стихотворенията биват три вида – полуавтобиографични разкази, лирики и кратко-структурирани подчерки на лириката. Стихотворението задава движението на повествованието разказващо за любовта на Данте към Беатриче. Всяка отделна част на коментарите, разкрива идеята на Данте за романтична любов като първична степен на духовното развитие, което довежда до постигането на божествена любов. Данте се обръща към читателите, уповавайки се на собствения си опит, при това на разговорен италиански език. По този начин се утвърждава поетическата школа на „сладкия нов стил“ със своите форми и приеми.

## Анализ на произведението
В този първи за Европа психологически роман, чувството за любов придобива невиждани дотогава висота и духовност. Това първо въплъщение на това просто и в същото време необикновено сложно бележещо с много последствия чувство, определило развитието на душата на Данте. Любовта му е трогателна по своята наивност и свежест и в същото време в нея се чувства суровата и внимателна ръка на твореца, преживяващ най-сложните драми на сърцето. С образните описания на добродетелите и достойнствата на Беатриче и проницателния анализ на естетическите обожания, Данте дава на своята възлюбена яркост и одухотворява неговите схематически приеми.

## Отражение в културата
Влиянието на Данте е отбелязано в творчеството на един от най-големите руски символисти – Александър Блок. Образът на самия Данте се появява в италианския цикъл на Блок, това е удивителен пример за влиянието на Данте. Нов живот, толкова впечатлил Блок в младините му, че той запазил спомена за цял живот.

## Спорове около интерпретацията на „Нов живот“
Още в първата глава на произведението Данте заявява, че възнамерява да „препише“ или илюстрира думите (вероятно римувани) на рубрика, озаглавена Incipit Vita Nova. Този детайл сам по себе си провокира многопосочни тълкувания, а интерпретацията на произведението остава спорна и многозначна. Критическите дебати традиционно се колебаят между две основни линии:
- Биографично тълкуване, което разглежда текста като лично свидетелство на автора;
- „Светско“ или философско тълкуване, което разкрива по-дълбоки културни и духовни пластове, макар религиозният фон да остава осезаем в цялото произведение.

Хипотезата за „мистично-езотеричната“ интерпретация е до голяма степен отхвърлена от съвременната критика. Но разделението между „реалистичния“ и „алегоричния“ прочит на текста продължава да бъде нерешено и плодотворно.

### Отвъд куртоазната любов: иновация и стилова трансформация
Като се вземе предвид културният контекст, в който е създаден „Нов живот“, изглежда логично да се търси цел, която надхвърля рамките на традиционната куртоазна любов, вдъхновена от творчеството на Кавалканти и Гуиницели. Данте поема различен път: опит да дефинира нова форма на любов – такава, която е едновременно идеализирана и рационална, но същевременно вкоренена в реалността. Този подход му позволява:
- да обедини противоречието между религиозната и любовната тематика – сблъсък, характерен за поезията на времето;
- да превърне личната си история (потенциално автобиографична) в основа за универсален разказ;
- да оформи поетически модел, в който Беатриче е едновременно реална жена и ангелско вдъхновение.

### Личност, символ и литературна еволюция
Историята в Нов живот не само проследява срещата и въздействието на Беатриче, но и:
- изгражда литературен персонаж, който носи идеално и земно измерение;
- проследява развитието на поетическите търсения на Данте, които по-късно намират своята кулминация в „Божественa комедия“.

### Алегоричен смисъл

#### Алегория на любовта и духовната трансформация
Според алегоричната интерпретация Нов живот може да бъде разделен на три части:
1. Куртоазна любов: Беатриче е носителка на “Dolce Stil Novo”; любовта е взаимна и свързана с поздрава.
2. Любов и загуба: смъртта на Беатриче води до поетичен обрат – теми на унищожение и ирационална страст, повлияни от Гуидо Кавалканти.
3. Ново интелектуално прозрение: Любовта е възвишена, отделена от земното и трансформирана в духовна "caritas".

Данте постепенно се освобождава от куртоазната традиция и преминава към любов, вдъхновена от съзерцанието. Така жената става посредник между поета и Бога – тя не е обичана заради плътта си, а като трансцендентен проводник на небесна истина.

#### Надграждане на стила и философията
В крайна сметка, Данте не просто надминава каноните на Стилновизма – той ги преобразява:
- Жената вече не е само „ангелска поява” – както в поезията на Кавалканти и Гуиницели, а жив символ на Божественото;
- Любовта става движеща сила на вселената, която помирява човека с Бог чрез нежната жена.

#### Литературни похвати и духовна трансформация в „Нов живот“
В „Нов живот“ Данте изгражда своеобразен мост между човешкото и божественото чрез фигурата на жената, която служи като посредник между поета и Бога — движение от поет → жена → Бог. Този метафизичен преход е разположен „отвъд сферата, която се обръща най-широко“, посочвайки не само пространствена, но и духовна трансцеденция.

#### Смъртта като пробуждане и началото на нова поетика
Финалната част на творбата, предвещана още от началото, настъпва със смъртта на „най-нежната“ — Беатриче. Тази загуба връща Данте на земята, носейки болка, която почти го „събужда“, както би казал Кавалканти. За първи път поетът се сблъсква с драма, на която дотогава не е обръщал внимание: напрежението между духовната и земната любов.
Този конфликт:
- изостря вътрешната дилема на Данте — между възвишеното възхищение и човешкото страдание;
- предполага, че само чрез небесна намеса и трансформация на поетическия език може да бъде преодоляно това противоречие;
- очертава пътя към създаването на нова поетична вселена, която ще се реализира напълно в Божествена комедия.